# Ärendehanteringssystem
Ärendehanteringssystem, förkortat ÄHS, är informationssystem som skapas för att stödja administration av ärenden i en organisation. Ärenden beskrivs ofta i processmodeller vilka specificerar de olika arbetsuppgifter som skall genomföras från det att ärendet skapas till dess att det betraktas som färdigbehandlat och kan avslutas. Systemet används bl.a. för att bevaka att varje ärende åtgärdas och klarrapporteras i tid. Varje ärende identifieras vanligen med ett unikt referensnummer. 
E-postbaserade ärendehanteringssystem används ofta vid ett företags kundtjänst och andra funktionsadresser som åtgärdas av många handläggare. Systemet lägger då till referensnumret till e-postmeddelandets ärenderubrik, innan meddelandet vidarebefordras till ansvarig handläggare.

## Ärendeflöde
Flödet i ett ärende kan beskrivas ur tre perspektiv: 
- Kontrollflöde. I ett kontrollflöde specificeras arbetsuppgifter samt deras inbördes ordning.
- Dataflöde: I ett dataflöde specificeras vilken data som insamlas, transformeras och transporteras mellan olika arbetsuppgifter.
- Resursflöde: I ett resursflöde specificeras vem eller vilka som kan eller har ansvar för att utföra olika arbetsuppgifter.

## Teorier
Teorier som Petrinät, ändliga automater och processalgebra har använts som grund vid uppbyggandet av olika ärendehanteringssystem.
I ett ärendehanteringssystem är det också viktigt att kunna specificera hur diverse undantag från normala flöden skall hanteras. Tidiga ärendehanteringssystem krävde att all undantagshantering specificerades i en processmodell. Detta ledde till invecklade modeller samt stela och oflexibla system då det var svårt att i förväg förutse alla möjliga undantag. Det utgjorde en huvudkritik mot denna typ av system. 
För att bemöta denna kritik, har man i vissa moderna ärendehanteringssystem börjat hålla isär undantagshanteringen och dess specifikation från den ideala processmodellen. För varje arbetsuppgift specificeras det hur de kända undantagen skall hanteras. Varje undantagshanteringsspecifikation betraktas då som en självständig mini-process som anropas endast när det respektive undantaget uppstår. När nya undantag identifieras kan motsvarande mini-processer bara läggas till utan att huvudmodellen ändras.

## Forskning
Inom programvaruutveckling bedrivs aktiv forskning på ärendehanteringssystem för buggar. Exempel på forskning är förbättrade sökfunktioner, duplikatdetektering av buggrapporter och maskininlärning för automatisk prioritering, identifiering programvarukomponent och tilldelning av lämplig utvecklare.